# 草间蟱蛛
草间蟱蛛（学名：[Uloborus walckenaerius] 错误：{{Lang}}：文本有斜体标记（帮助））为蟱蛛科蟱蛛属的动物。分布于日本、朝鲜以及中国大陆的河北、黑龙江、吉林、安徽、浙江、河南、湖南、甘肃、青海等地。